# 塔尔塔内多
塔尔塔内多，是西班牙卡斯蒂利亚-拉曼恰瓜达拉哈拉省的一个市镇。总面积148平方公里，总人口189人（2001年），人口密度1人/平方公里。